# Confusacris amplicubitus
Confusacris amplicubitus är en insektsart som beskrevs av Zheng, Z. och H.M. Sun 2007. Confusacris amplicubitus ingår i släktet Confusacris och familjen gräshoppor. Inga underarter finns listade i Catalogue of Life.